# Гаровка-2
Га́ровка-2 (рос. Гаровка-2) — село у складі Хабаровського району Хабаровського краю, Росія. Входить до складу Рокитненського сільського поселення.
Стара назва — Гаровка 2-а.

## Населення
Населення — 1795 осіб (2010; 2166 у 2002).
Національний склад (станом на 2002 рік):
- росіяни — 86 %